# Terry Farrell (architetto)
Sir Terry Farrell (Sale, 12 maggio 1938) è un architetto e urbanista britannico.
Nel 1980, dopo aver lavorato per 15 anni in collaborazione con Sir Nicholas Grimshaw, ha fondato la propria azienda, Farrells. Ha ottenuto una grande reputazione per gli schemi di progettazione urbana contestuale, così come per le opere esuberanti del postmodernismo come l'edificio MI6. Nel 1991, il suo lavoro si è sviluppato a livello internazionale, con l'apertura di un ufficio a Hong Kong. In Asia il suo studio ha progettato KK100 a Shenzhen, l'edificio più alto mai progettato da un architetto britannico, e la stazione ferroviaria di Guangzhou South, una volta la più grande stazione ferroviaria dell'Asia.

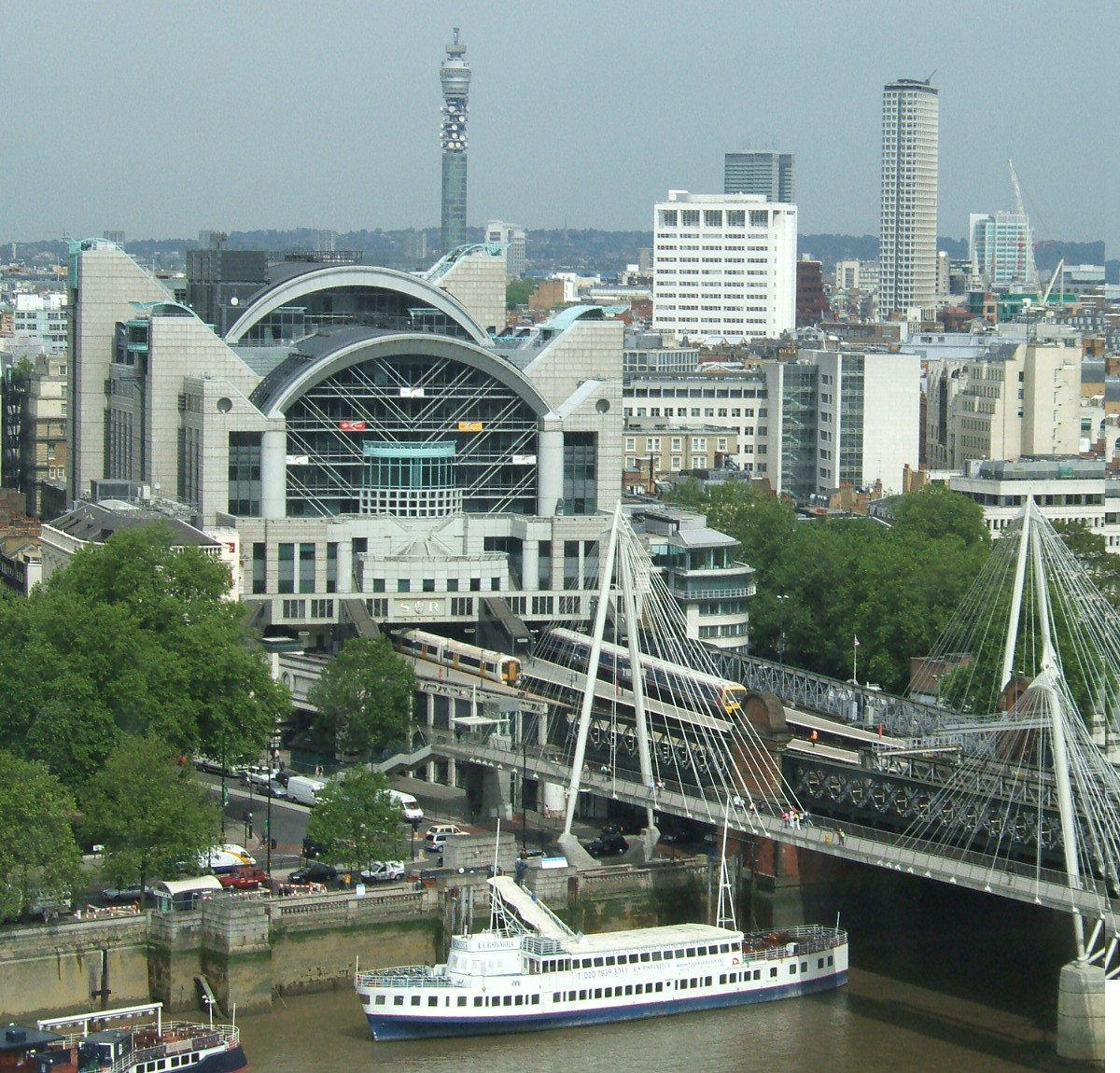
Stazione di Charing Cross a Londra, 1990

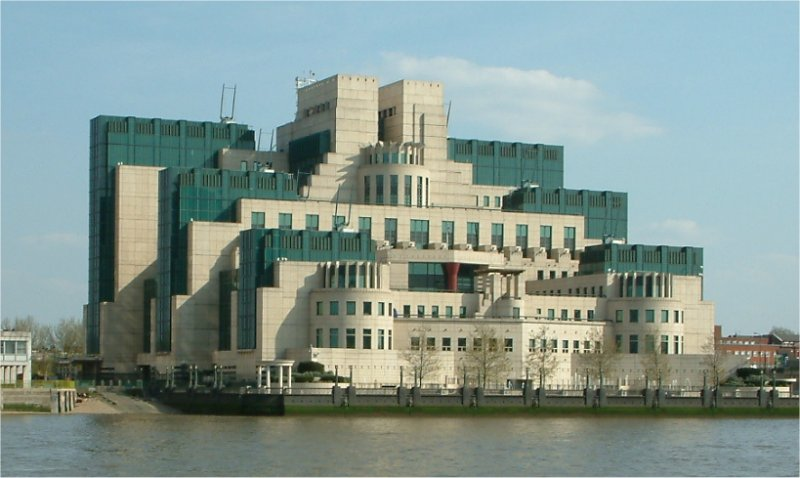
L'edificio dell'MI6 a Londra, 1994

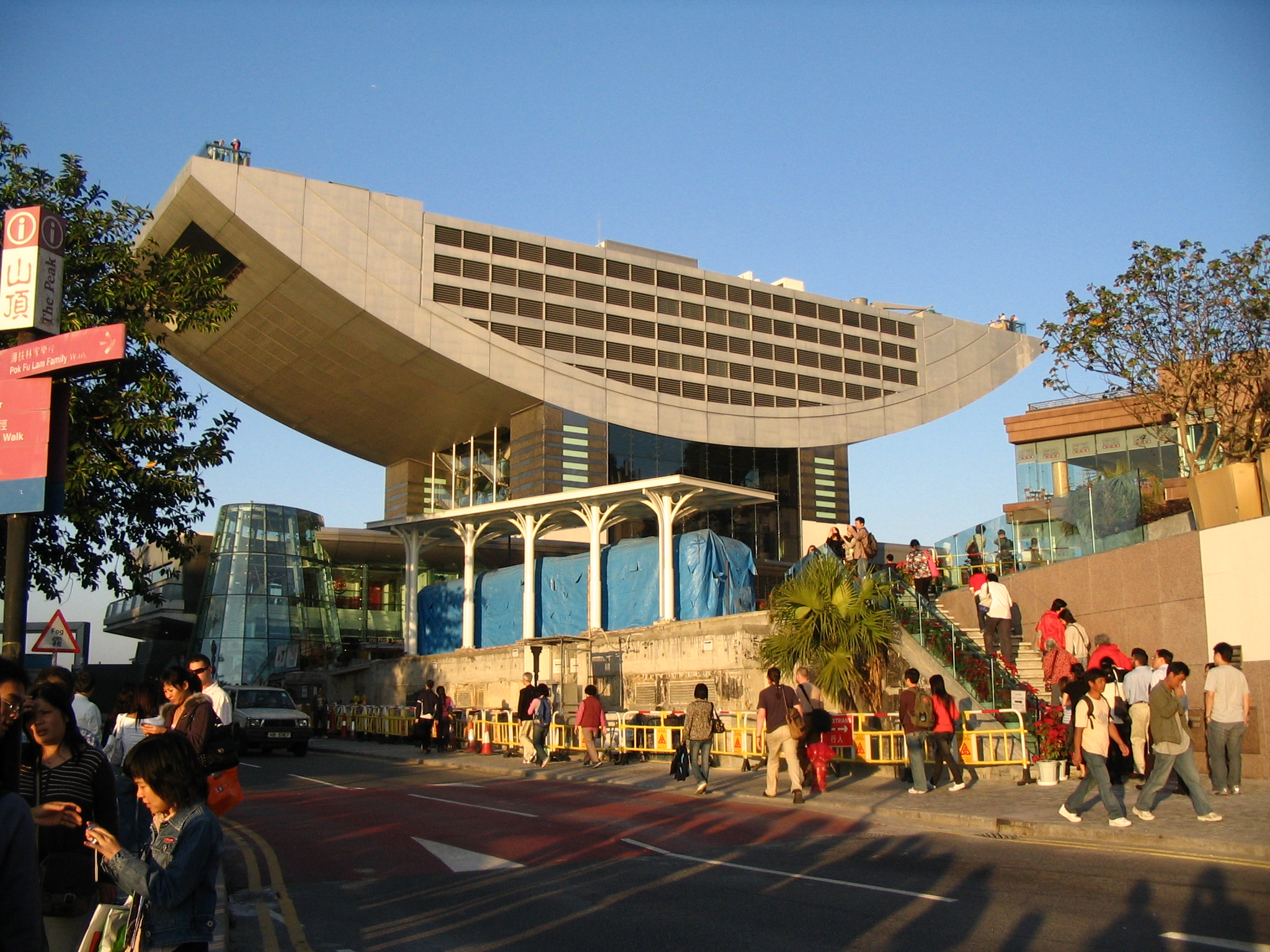
La Peak Tower a Hong Kong, 1995

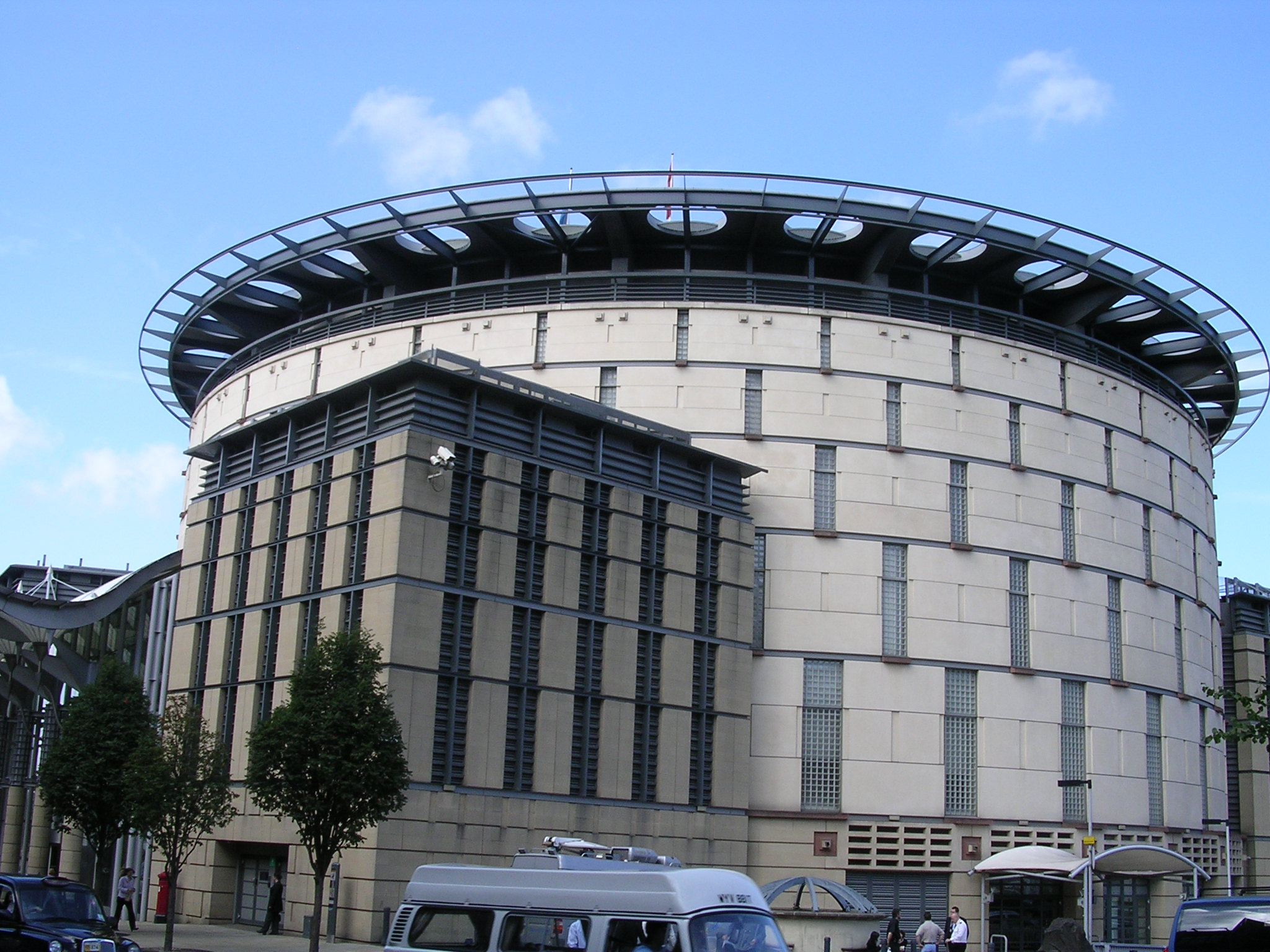
Edinburgh International Conference Centre a Edimburgo, 1995

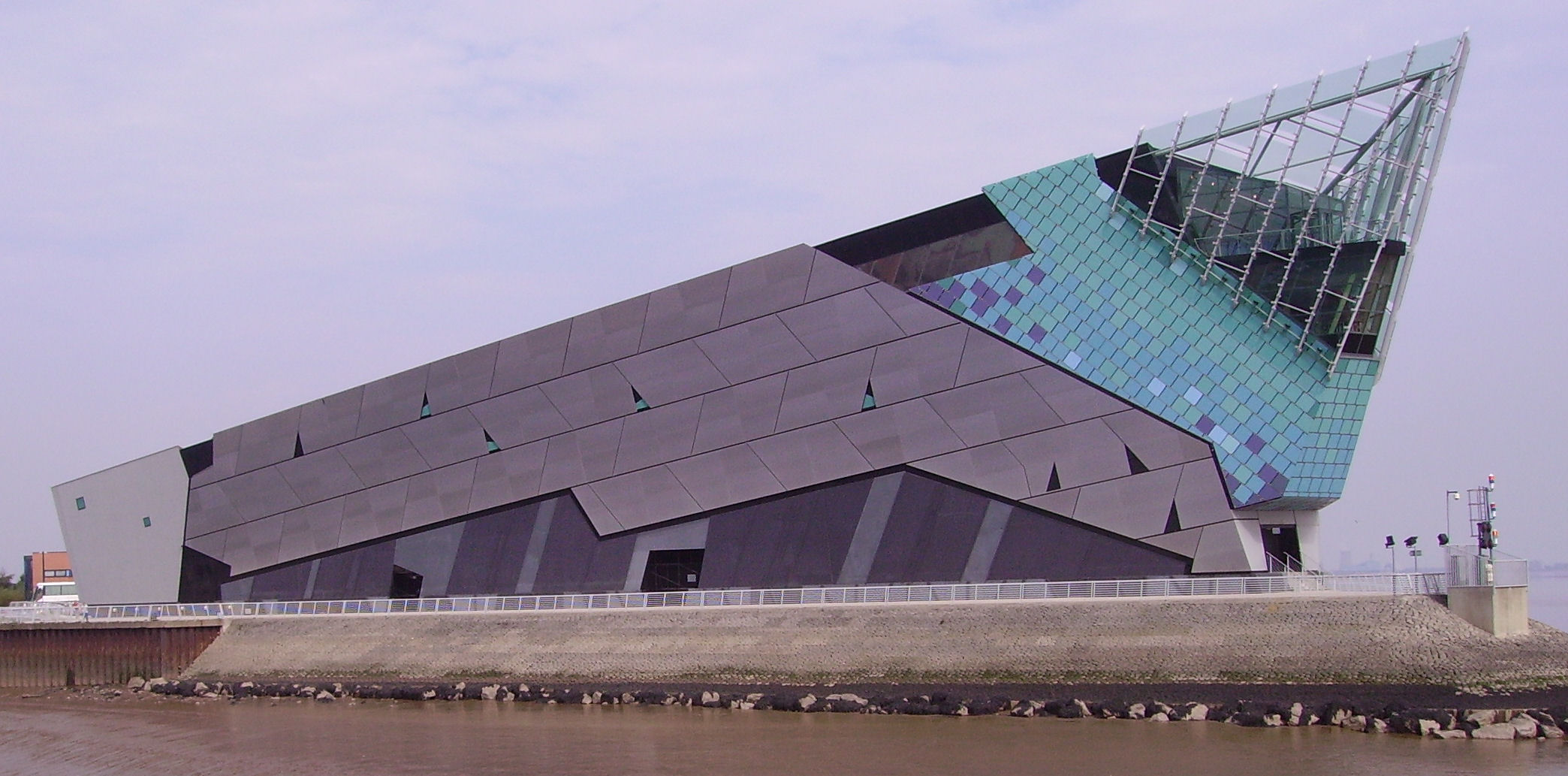
L'acquario profondo di Hull, 2002

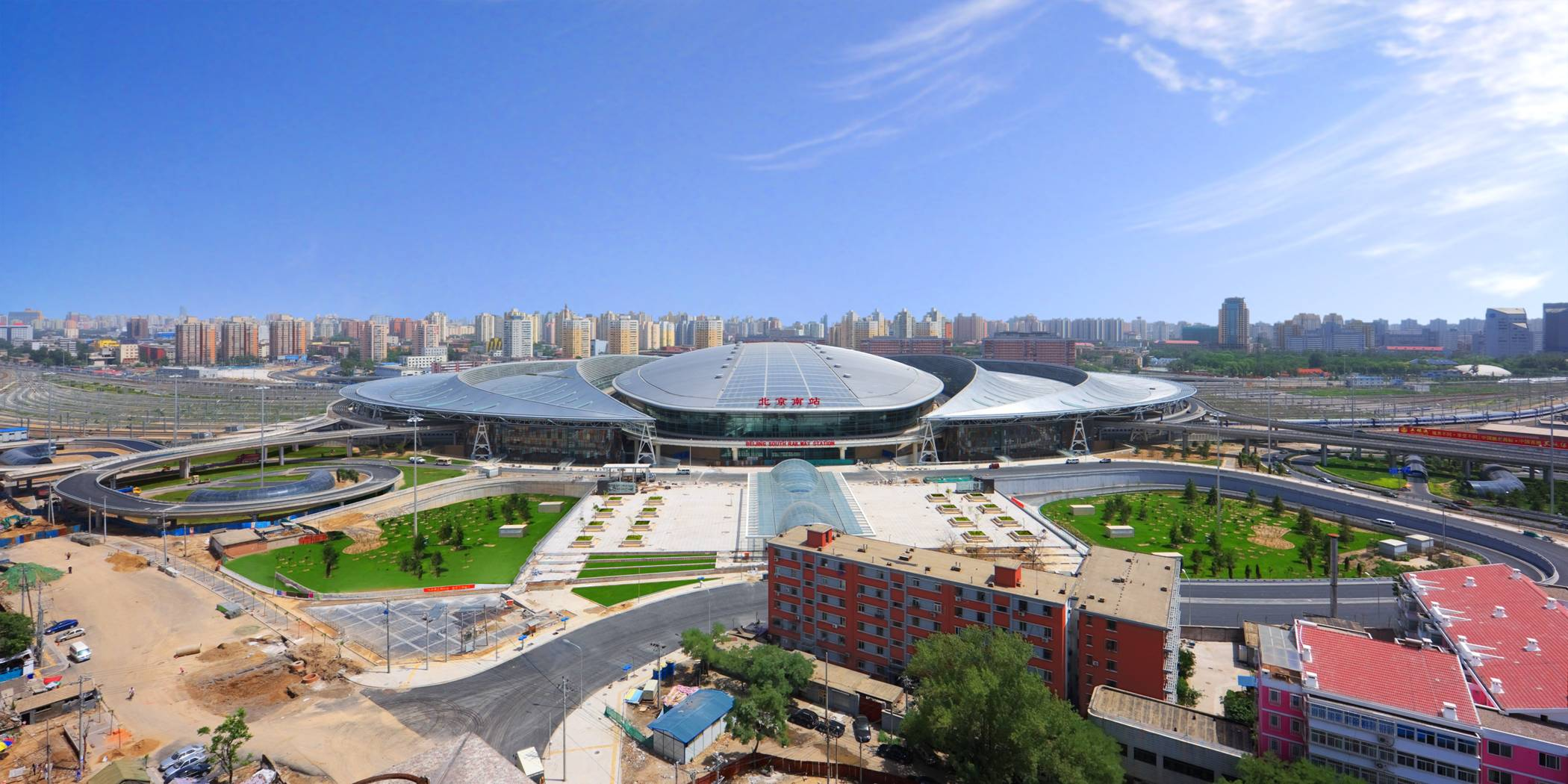
Stazione ferroviaria di Pechino Sud a Pechino, 2008

KK100 a Shenzhen, 2011

Nel 2013, su invito di Ed Vaizey, Ministro della Cultura, delle Comunicazioni e delle Industrie Creative, il suo studio ha avviato la Farrell Review of Architecture and the Built Environment, destinata a offrire una guida esperta sulla direzione dell'architettura britannica.

## Biografia
Farrell è nato a Sale nel Cheshire. Suo nonno materno era nato a Manchester da madre irlandese emigrata in Inghilterra per sfuggire alla grande carestia. Da giovane si trasferì a Newcastle upon Tyne, dove frequentò la St. Cuthbert's Grammar School. Si laureò in architettura presso la Newcastle University School of Architecture, Planning and Landscape, e poi conseguì un master in pianificazione urbana presso l'Università della Pennsylvania a Filadelfia.
Nel 1965 si trasferì a Londra per formare una società con Sir Nicholas Grimshaw. Nel 1980 fondò la sua società, Terry Farrell & Partners. Inoltre ha insegnato in diverse università tra cui l'Università di Cambridge, l'Università di Londra, l'Università della Pennsylvania e l'Università di Sheffield.
Nella prima parte della sua carriera, Farrell ha dato enfasi ai progetti di edilizia abitativa. Più tardi, dopo la separazione da Grimshaw, è divenuto il principale postmodernista del Regno Unito ed è noto per la sede di TV-am a Camden Lock e la riqualificazione del Comyn Ching Triangle nel Covent Garden di Londra. Negli anni 1980 e 1990 i suoi progetti hanno riguardato la stazione di Charing Cross, il quartier generale dell'MI6, il Deep Aquarium a Hull e l'International Center for Life a Newcastle. Le sue opere più recenti comprendono la nuova sede del Ministero degli Interni, la conversione del Royal Institution e il Grande Museum North a Newcastle.
È stato responsabile di progetti di rigenerazione nel Regno Unito, tra cui Newcastle Quayside, Brindleyplace a Birmingham, Edinburgh Exchange District, Greenwich Peninsula e Paddington Basin. Ha anche progettato gli edifici all'interno di questi progetti, tra cui l'Edinburgh International Conference Centre e The Point a Paddington Basin. Nel maggio 2010, ha ricevuto l'incarico di rigenerare i 29 ettari intorno al centro espositivo di Earl's Court. Nel 2012 il suo studio è stato nominato capo progetto per Wood Wharf, la fase successiva dello sviluppo di Canary Wharf.
In Asia orientale, ha progettato l'aeroporto internazionale di Incheon a Seul e la stazione ferroviaria di Pechino Sud, la più grande dell'Asia. Una volta completata nel dicembre 2010, la stazione ferroviaria di Guangzhou South è stata per un certo periodo la più grande stazione ferroviaria del mondo. Da quando ha aperto il suo studio a Hong Kong, nel 1990, ha progettato la Peak Tower, lo sviluppo della stazione di Kowloon e il consolato generale britannico di Hong Kong. La sua torre KK100 a Shenzhen è l'edificio più alto mai realizzato da un architetto britannico.
Farrell fa parte del Design Advisory Committee del sindaco di Londra. Nel 2008 è stato nominato Design and Planning Leader per il Thames Gateway, il più grande progetto di rigenerazione urbana d'Europa.
Farrell è stato nominato CBE nel 1996 e ha conseguito un Knight Bachelor nel 2001.
È stato nominato visiting professor presso la School of Architecture, Planning and Landscape della Newcastle University, e anche freeman onorario di Newcastle, nel 2016. Nel 2018, ha donato 1 milione di sterline e il suo impressionante archivio all'Università.
Farrell è stato sposato tre volte e ha cinque figli e sei nipoti.

## Opere selezionate
- Lo stabilimento Herman Miller a Bath, Regno Unito (progetto congiuntamente con Nicholas Grimshaw), completato nel 1976 premiato con il Financial Times Industrial Award (1977), il Civic Trust Award (1978), il RIBA South West Award (1978), elencato Grade II dell'English Heritage (2013)[13]
- The Henley Regatta Headquarters, completato nel 1986, premiato con Civic Trust Awards (1988), RIBA award (1988)[14]
- Stazione ferroviaria di Charing Cross/Embankment Place, completata nel 1990, premiata con Civic Trust Award (1991 e 1994), RIBA National Award (1991), British Council of Offices Award (1994)[15]
- Edinburgh International Conference Centre, completato nel 1995, premiato con RIBA Award (1996) e Civic Trust Award (1996)
- Newcastle Quayside, completato 1998, premiato con Civic Trust Urban Design Award (1998)
- Center for Life, Newcastle upon Tyne, completato nel 2000, premiato con Civic Trust Award (2002)
- Edificio del Ministero degli Interni, completato nel 2005, premiato con RIBA International Award (2005), LEAF Award for Best Public Building (2005) e MIPIM Award for Business Centers (2008)
- The Green Building a Manchester, in corso, premiato con Civic Trust Award for Sustainability (2006 e 2010), LEAF Award for Best Environmentally Sustainable Project (2006)
- Stazione ferroviaria di Pechino Sud, completata nel 2008, premiata con RIBA International Award (2009)
- Great North Museum, completato nel 2009, premiato con RIBA Award for North East England (2010)
- Il progetto Earls Court, in corso, premiato con MIPIM AR Future Projects Award per la rigenerazione e la pianificazione (2011)

## Pubblicazioni selezionate
- 2014 The Farrell Review of Architecture and the Built Environment
- 2013 The City As A Tangled Bank: Urban Design versus Urban Evolution, John Wiley and Sons London
- 2009 Shaping London: The patterns and forms that make the metropolis, John Wiley and Sons London ISBN 978-0-470-69996-6
- April 2008 Prospect, 12 Challenges for Edinburgh
- Sept 2007 Architectural Review, Manifesto For London
- 2004 Place, Terry Farrell's Life & Work: Early Years to 1981 London
- 2003 Buckingham Palace Redesigned: A Radical New Approach to London's Royal Parks , Papadakis ISBN 1-901092-40-2
- 2002 Terry Farrell in Scotland foreword by Dr. Brian Edwards, Edinburgh
- 2002 The Deep - The World's Only Submarium – An Icon for Hull foreword by The Rt Hon John Prescott, London
- 2002 Ten Years: Ten Cities The Work of Terry Farrell & Partners 1991–2001 foreword by Sir Terry Farrell, Introduction by Hugh Pearman, Text by Jane Tobin, London
- 1999 PA Pro Architect 13 Terry Farrell, Seoul
- 1998 Sketchbook 12.05.98 Terry Farrell & Partners with essays by Robert Maxwell and Terry Farrell, London
- 1998 98:06 World Architecture Review Special Issue: Terry Farrell & Partners Shenzen
- 1998 Kowloon Transport Super City Terry Farrell & Partners/Steven Smith, Hong Kong
- 1994 Terry Farrell Selected and Current Works introduction by Clare Melhuish, Victoria
- 1993 Terry Farrell Urban Design introduction by Kenneth Powell, London/Berlin
- 1993 Blueprint Extra 09, Three Urban Projects text by Piers Gough, London
- 1993 World Architecture Building Profile No 1 Lightweight Classic Terry Farrell's Covent Garden nursery building, London
- 1992 Vauxhall Cross: The story of the design and construction of a new London landmark, Kenneth Powell, London
- 1991 Palace on the River Terry Farrell's design for the redevelopment of Charing Cross, Marcus Binney, London
- 1989 A U special feature: Terry Farrell & Company’ Japan, December pp. 37–132
- 1987 Terry Farrell in the context of London catalogue by Rowan Moore with an introduction by Deyan Sudjic, published to coincide with the exhibition at the RIBA Heinz Gallery 14 May to 13 June 1987, London
- 1986 Designing a House Charles Jencks and Terry Farrell, London
- 1984 Architectural Monographs: Terry Farrell introduction by Terry Farrell, texts by Colin Amery and Charles Jencks, London